# Oborožene sile Združenega kraljestva
Oborožene sile Združenega kraljestva (angleško United Kingdom Armed Forces) se delijo na:
- Britanska kopenska vojska (BA)
- Kraljeva vojna mornarica (RN)
Kraljevi marinci (RM)
- Kraljevo vojno letalstvo (RAF)